# 濱海州
濱海州（俄语：Приморская область）是俄羅斯蘇維埃聯邦社會主義共和國的一個州，位於今濱海邊疆區沿海地區，以及哈巴羅夫斯克邊疆區南部的部分沿海地區。首府符拉迪沃斯托克（海參崴）。
1932年10月20日，自遠東邊疆區建立，1938年10月20日，歸濱海邊疆區。1939年7月5日，被併入濱海邊疆區。